# Bejt Cherut
Bejt Cherut (hebrejsky בֵּית חֵרוּת, doslova „Dům svobody“, v oficiálním přepisu do angličtiny Bet Herut, přepisováno též Beit Herut) je vesnice typu mošav v Izraeli, v Centrálním distriktu, v Oblastní radě Emek Chefer.

## Geografie
Leží v nadmořské výšce 18 metrů v hustě osídlené a zemědělsky intenzivně využívané pobřežní nížině respektive Šaronské planině. Severním směrem nedaleko od vesnice protéká vodní tok Nachal Alexander.
Obec se nachází 1 kilometr od břehu Středozemního moře, cca 34 kilometrů severoseverovýchodně od centra Tel Avivu, cca 49 kilometrů jihojihozápadně od centra Haify a 8 kilometrů jihozápadně od města Chadera. Bejt Cherut obývají Židé, přičemž osídlení v tomto regionu je etnicky převážně židovské. Vesnice vytváří společně s okolními obcemi Kfar Vitkin, Chofit a Bejt Janaj jeden souvislý urbanistický celek.
Bejt Cherut je na dopravní síť napojen pomocí lokální silnice číslo 5710 a dalších místních komunikací v rámci zdejší aglomerace zemědělských vesnic. Na západním okraji obec míjí dálnice číslo 2.

## Dějiny
Bejt Cherut byl založen v roce 1933. Zakladateli obce byla skupina Židů u USA , stoupenců hnutí Cherut. Tato skupina se zformovala roku 1932 a téhož roku zakoupila pozemky v tomto regionu. Vesnice se postupně zaměřovala výlučně na zemědělství a spolupracovala se sousední osadou Kfar Vitkin.
Původně se vesnice nazývala Cherut Amerika Bet (חרות אמריקה ב). Současný název byl zaveden od roku 1958. Vesnice sestává ze 75 původních zemědělských usedlostí a desítek dalších domů, které vyrostly dodatečně.

## Demografie
Podle údajů z roku 2014 tvořili naprostou většinu obyvatel v Bejt Cherut Židé (včetně statistické kategorie "ostatní", která zahrnuje nearabské obyvatele židovského původu ale bez formální příslušnosti k židovskému náboženství).
Jde o menší sídlo vesnického typu s dlouhodobě rostoucí populací. K 31. prosinci 2014 zde žilo 877 lidí. Během roku 2014 populace stoupla o 2,8 %.
| Rok            | 1961 | 1972 | 1983 | 1995 | 2001 | 2003 | 2004 | 2005 | 2006 | 2007 | 2008 | 2009 | 2010 | 2011 | 2012 | 2013 | 2014 |
| -------------- | ---- | ---- | ---- | ---- | ---- | ---- | ---- | ---- | ---- | ---- | ---- | ---- | ---- | ---- | ---- | ---- | ---- |
| Počet obyvatel | 292  | 297  | 350  | 408  | 604  | 625  | 651  | 664  | 681  | 689  | 698  | 847  | 882  | 869  | 865  | 853  | 877  |